# Põlma
Põlma – wieś w Estonii, prowincji Rapla, w gminie Raikküla.